# COVID-19-Pandemie in Westsahara
Die COVID-19-Pandemie tritt in Westsahara seit März 2020 als Teil der weltweiten COVID-19-Pandemie auf, die im Dezember 2019 in China ihren Ausgang nahm. Die COVID-19-Pandemie betrifft die neuartige Erkrankung COVID-19. Diese wird durch das Virus SARS-CoV-2 aus der Gruppe der Coronaviridae verursacht und gehört in die Gruppe der Atemwegserkrankungen. Ab dem 11. März 2020 stufte die Weltgesundheitsorganisation (WHO) das Ausbruchsgeschehen des neuartigen Coronavirus als weltweite Pandemie ein.

## Verlauf
Am 1. April 2020 wurden die ersten zwei SARS-CoV-2-Infektionen in Westsahara gemeldet. Bis zum 22. Mai 2020 wurden keine Todesfälle bekannt. Nur eine Person musste stationär in Dakhla behandelt werden. Bis zum 30. April sind keine Fälle in den Flüchtlingslagern und in der Freien Zone aufgetreten.
Am 5. Juni wurde der Todesfall im Zusammenhang mit COVID-19 im Gouvernement Tindouf bestätigt.

## Statistik
Die Fallzahlen entwickelten sich während der COVID-19-Pandemie in Westsahara wie folgt:

### Infektionen
Bestätigte Infektionen (wöchentlich) in Westsahara
nach Daten der UNO-Mission MINURSO
Bestätigte Infektionen (kumulativ) in Westsahara
nach Daten der UNO-Mission MINURSO

### Todesfälle
Bestätigte Todesfälle (kumuliert) in Westsahara
nach Daten von Worldometers